# Fjällmossens naturreservat (del i Östergötlands län)
Fjällmossens naturreservat är uppdelad utefter länsgränsen, där denna del är ett naturreservat i Norrköpings kommun i Östergötlands län. Delen i Södermanland beskrivs i artikeln Fjällmossens naturreservat (del i Södermanlands län) och helheten beskrivs i artikeln Fjällmossens naturreservat
Denna del är naturskyddat sedan 1999 och är 516 hektar stort. 